# Le Complot des paranos

Le Complot des paranos (Albin Michel, 2006) est un livre d'Airy Routier, journaliste d'investigation à l'hebdomadaire Le Nouvel Observateur. Il est consacré à l'affaire Clearstream 2.
Le libre sort le 16 juin 2006 en librairie. Le 21 juin 2006, le Dominique de Villepin, alors Premier ministre, porte plainte pour diffamation contre Airy Routier et son éditeur Albin Michel pour son livre Le Complot des paranos. Dominique de Villepin avait la semaine précédente porté plainte contre plusieurs ouvrages, également pour « diffamation d'un membre du gouvernement » : Denis Robert pour Clearstream, l'enquête (Les Arènes), Jean-Marie Pontaut et Gilles Gaetner pour Règlements de compte pour l'Elysée (Ohéditions),. Les trois ouvrages, dont celui d'Airy Routier, laissent entendre que Dominique Villepin a pu jouer un rôle dans l'affaire, qui consiste en une tentative de tromper la justice en faisant croire à l'implication de certaines personnes dans l'affaire des frégates de Taïwan, dont Nicolas Sarkozy, qui peut être vu comme un rival politique de Dominique Villepin,. Le quatrième de couverture du Complot des paranos indique que le livre « révèle le nom des sources à l'origine de la falsification des fameux listings ».
Reporters sans frontières s'inquiète que la protection des sources des journalistes puisse ne pas être défendue par le gouvernement. D'après L'Express, le ton du livre « oscille entre colère et hilarité », et Airy Routier y estime que la non démission de Dominique de Villepin est un déshonneur.
D'après Le Monde, le livre a été un « flop éditorial », comme d'autres livres sur l'affaire Clearstream, cette affaire étant « trop complexe ». 
Selon L'Express, le livre ne donne pas le fin mot de l'histoire : l'identité des responsables ayant rajouté une soixantaine de noms à ceux des clients réels de la société Clearstream reste inconnue.